# Панов, Николай Фёдорович
Никола́й Фёдорович Пано́в (11 декабря 1890, с. Степанщино , Московская губерния — 13 мая 1938, Куйбышев) — революционер, партийный деятель.

## Биография
Родился в с. Степанщино Бронницкого уезда Московской губернии в русской семье волостного писаря.
Работал в ресторане, упаковщиком в магазине, табельщиком. Член РСДРП с 1911 года. 16 апреля 1912 года в Москве был арестован; в связи с найденным у него при обыске экземпляром протеста московских рабочих по поводу Ленского расстрела был выслан в Тулу. Член Тульского комитета РСДРП(б). Повторно арестован, выслан в Тверь, в феврале 1915 года — в Самару, с запрещением проживать в 63 населённых пунктах России.
В Самаре жил в Монастырском посёлке, работал счетоводом на строительстве трамвая. С 31 мая 1915 года — член Самарского комитета РСДРП(б). В марте 1916 года был арестован, приговорён к ссылке на 5 лет в село Жигалово (Верхоленский уезд Иркутской губернии).
Вернулся в Самару после Февральской революции, работал на Трубочном заводе. С апреля 1917 года — секретарь, затем заместитель председателя, председатель Трубочного районного комитета РСДРП(б) в Самаре. С июля 1917 года служил в Красной гвардии, с октября — в Штабе охраны в Самаре. С мая 1918 года — в рядах РККА: начальник политотдела 1-й сводной Симбирской пехотной дивизии (с 27.7.1918), политический комиссар 24-й Симбирской Железной стрелковой дивизии (12.8 — 13.9.1919), политический комиссар 2-й крепостной бригады Оренбургского укрепрайона (с 27.12.1919).
С 1920 года — на партийной работе в Самаре, с 1922 — секретарь Самарской губернской контрольной комиссии РКП(б).
С 25 апреля 1923 по 2 декабря 1927 года — член Центральной контрольной комиссии РКП(б) — ВКП(б); одновременно с апреля 1923 по декабрь 1925 года — член Партийной коллегии Центральной контрольной комиссии РКП(б), в 1925—1927 — член коллегии Народного комиссариата рабоче-крестьянской инспекции РСФСР.
С 1929 года, по окончании Курсов марксизма-ленинизма при ЦК ВКП(б), заведовал Организационно-распределительным отделом Средневолжского краевого комитета ВКП(б). С января 1930 по январь 1934 года — председатель Средневолжской краевой контрольной комиссии ВКП(б), одновременно — член Центральной контрольной комиссии ВКП(б) (13.7.1930 — 26.1.1934).
С марта 1934 года возглавлял группу партийного контроля при Средневолжском краевом комитете ВКП(б), с апреля того же года — председатель Средневолжского краевого Совета профсоюзов, затем заведовал Отделом советской торговли Куйбышевского областного комитета ВКП(б).
Арестован 24 октября 1937 года. 13 мая 1938 года Верховным судом СССР по обвинению в подготовке вооружённого восстания и контрреволюционной организационной деятельности приговорён по статьям 582, 11 Уголовного кодекса РСФСР к высшей мере наказания. Расстрелян 13 мая 1938 года в Куйбышеве, похоронен в Куйбышеве.
Реабилитирован Верховным судом СССР 6 июня 1956 года.

## Память
11 мая 1967 года в Самаре его именем названа улица (бывшая Мопровская).